# Strpačići
Strpačići – wieś w Chorwacji, w żupanii istryjskiej, w gminie Višnjan. W 2011 roku liczyła 34 mieszkańców.